# 2012年匈牙利大奖赛
2012年匈牙利大奖赛是2012年世界一級方程式錦標賽第十一站賽事。正賽在7月29日於匈格罗宁赛道舉行。迈凯伦车队的英国车手路易斯·汉密尔顿获得杆位。并在正赛中获得冠军。